# Alphabet
Alphabet Inc. — холдинговая компания, управляющая компанией Google Inc и её дочерними структурами, а также рядом стартапов. Штаб-квартира расположена в Маунтин-Вью (штат Калифорния, США).
В 2018 году занял первое место в списке 500 лучших работодателей мира по мнению журнала Forbes. В списке крупнейших публичных компаний мира Forbes Global 2000 за 2024 год компания заняла 10-е место. В числе крупнейших компаний США по размеру выручки (список Fortune 500) Alphabet заняла 8-е место.

## История

Первоначальная структура холдинга

Реорганизация Google в Alphabet была официально объявлена 10 августа 2015 года и завершена 2 октября 2015 года. Все акции Google были преобразованы в акции Alphabet, они продолжают торговаться на NASDAQ
1 февраля 2016 года Alphabet стала крупнейшей компанией в мире по рыночной капитализации, обойдя компанию Apple. Однако спустя два дня стоимость компании снова уступила Apple. 15 мая Alphabet снова стала крупнейшей компанией в мире по рыночной капитализации.
В 2017 году Еврокомиссия оштрафовала Alphabet на 2,42 млрд евро за злоупотребление доминирующим положением на рынке поисковых систем. В компании заявили, что не согласны с таким решением и рассматривают возможность его обжалования. В сентябре 2024 года Суд Европейского союза отклонил апелляцию Alphabet, оставив в силе штраф в 2,4 млрд евро.
В июле 2018 года Еврокомиссия приняла решение, что методы продвижения операционной системы Android (разработчиком которой является Google) нарушает европейское антимонопольное законодательство и присудила штраф в размере 4,3 млрд евро. Alphabet подала апелляцию, по состоянию на начало 2025 года она находилась на рассмотрении.
В 2019 году Alphabet приобрела компанию Fitbit — производителя фитнес-трекеров и смарт-часов. Сумма сделки составила $2,1 млрд.
В декабре 2019 года Ларри Пейдж объявил об уходе с поста генерального директора, а Сергей Брин — об уходе с поста президента Alphabet. Должность генерального директора Alphabet занял Сундар Пичаи. Должность президента Alphabet упразднена.
По итогам 2021 года выручка компании достигла $257,6 млрд.
1 февраля 2022 года Alphabet объявила о дроблении своих акций в соотношении «20 за 1»: в середине июля 2022 года число акций было увеличено в 20 раз, соответственно изменилась цена каждой бумаги, но не общая капитализация компании.
В сентябре 2022 года за 6,1 млрд долларов была куплена компания в сфере информационной безопасности Mandiant. В марте 2025 года Alphabet объявила о покупке американо-израильской компании Wiz; сумма сделки, которую планируется завершить в 2026 году, составляет 32 млрд долларов.

## Собственники и руководство
Компанией выпущено три класса акций: класс «A» был размещён на бирже Nasdaq в 2004 году (тиккер GOOGL); класс «C» был размещён в 2014 году (тиккер GOOG); класс «B» на бирже не котируется, а распределён между 57 акционерами, в частности, Ларри Пейджу и Сергею Брину принадлежит 87,4 % этих акций. Каждая акция класса «B» даёт 10 голосов, класса «A» — 1 голос, акции класса «C» не дают голосов; таким образом, Ларри Пейдж и Сергей Брин контролируют компанию, имея в сумме 52,1 % голосов.
Институциональным инвесторам по состоянию на начало 2023 года принадлежало 75 % акций, крупнейшими из них были: The Vanguard Group (8,0 %), BlackRock (6,9 %), FMR Co., Inc. (4,0 %), State Street Global Advisors (3,6 %), T. Rowe Price Associates, Inc. (1,9 %), Geode Capital Management (1,9 %), Morgan Stanley (1,6 %), Bank of America (1,3 %), Northern Trust (1,2 %).
- Джон Лерой Хеннесси (John Leroy Hennessy, род. 22 сентября 1952 года) — независимый председатель совета директоров с февраля 2018 года. В прошлом один из разработчиков технологии RISC-процессоров, сооснователь компании MIPS Technologies, ректор Стэнфордского университета.
- Пичаи Сундарараджан (Sundar Pichai, род. 10 июня 1972 года) — главный исполнительный директор с декабря 2019 года, в Google с 2004 года.

## Деятельность

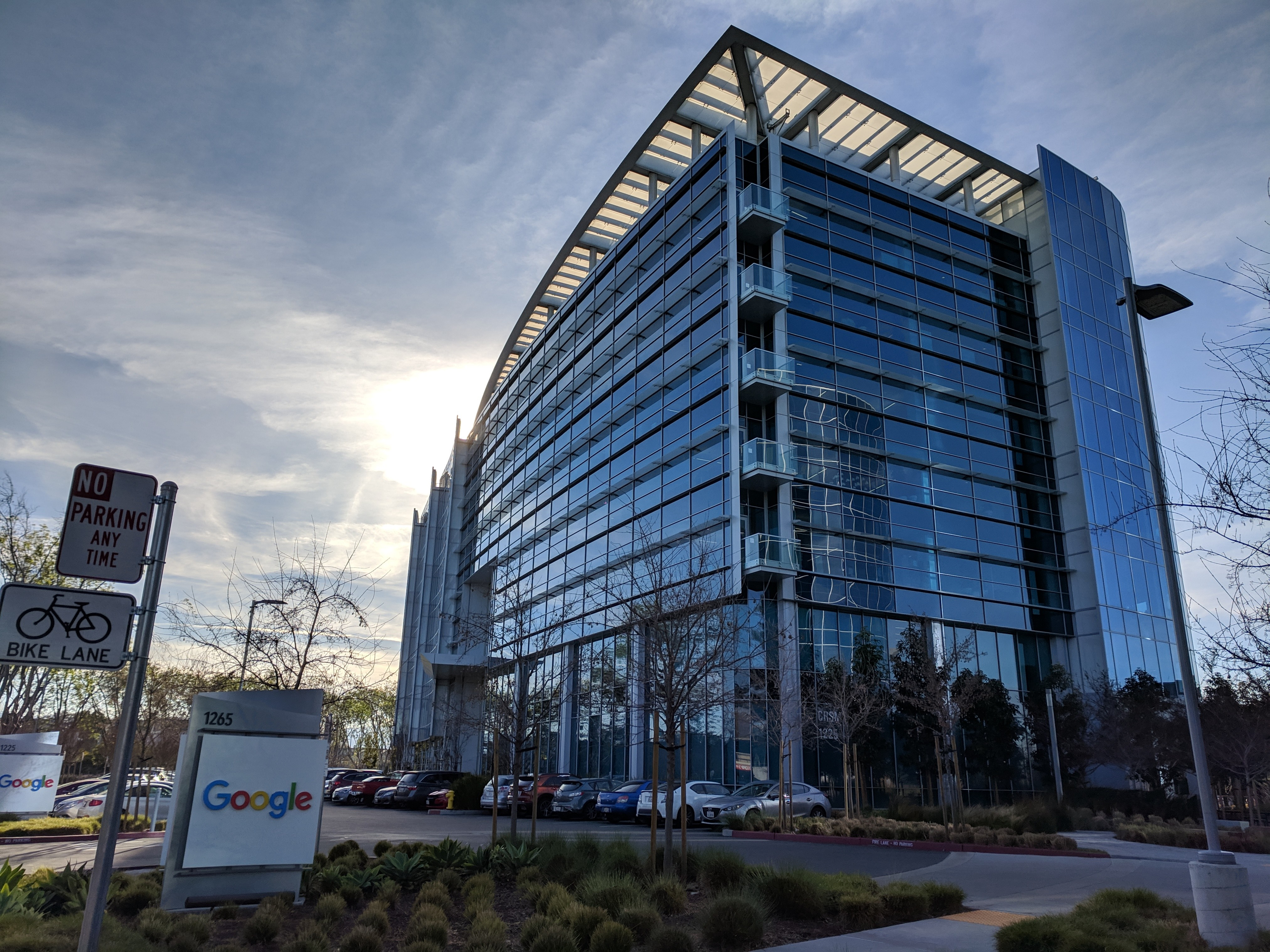
Офис Google в Саннивейле

Подразделения по состоянию на 2024 год:
- Google Services — различные услуги в сети интернет и программное обеспечение, включая рекламу, операционную систему Android, браузер Chrome, электронную почту Gmail, облачное хранилище данных Google Drive, электронные карты Google Maps, фотолабораторию Google Photos, магазин приложений Google Play, поисковую систему Search и видеохостинг YouTube, а также продажа товаров под брендами Fitbit (умные часы), Google Nest (товары для дома) и Pixel (электроника). Источниками выручки служат плата за рекламу (78 % выручки всего холдинга), платная подписка на некоторые услуги в YouTube, платные программы в Google Play; на подразделение пришлось 89 % выручки холдинга.
- Google Cloud — облачные технологии, включая информационную безопасность, хранение и обработку данных, аналитику; 11 % выручки.
- Other Bets — группа компаний на начальных стадиях развития в отраслях здравоохранения и информационных технологий.

На США в 2024 году пришлось 49 % выручки, на остальную Америку — 6 %, на Европу, Ближний Восток и Африку — 29 %, на Азиатско-Тихоокеанский регион — 16 %.
Выручка за первый квартал 2025 года выросла на 12% год к году — до $90,23 млрд. Чистая прибыль увеличилась до $34,54 млрд.
|                      | 2015  | 2016  | 2017  | 2018  | 2019  | 2020  | 2021  | 2022  | 2023  | 2024  |
| -------------------- | ----- | ----- | ----- | ----- | ----- | ----- | ----- | ----- | ----- | ----- |
| Выручка              | 74,99 | 90,27 | 110,9 | 136,8 | 161,9 | 182,5 | 257,6 | 282,8 | 307,4 | 350,0 |
| Чистая прибыль       | 16,35 | 19,48 | 12,66 | 30,74 | 34,34 | 40,27 | 76,03 | 59,97 | 73,80 | 100,1 |
| Активы               | 147,5 | 167,5 | 197,3 | 232,8 | 275,9 | 319,6 | 359,3 | 365,3 | 402,4 | 450,3 |
| Собственные средства | 120,3 | 139,0 | 152,5 | 177,6 | 201,4 | 222,5 | 251,6 | 256,1 | 283,4 | 325,1 |

## Дочерние компании
По состоянию на конец 2024 года у Alphabet Inc. было три значимые дочерние компании: Google LLC; XXVI Holdings Inc.; Alphabet Capital US LLC. Все они, как и сама Alphabet, зарегистрированы в штате Делавэр.